# FK Daugava Riga (1944-1990)

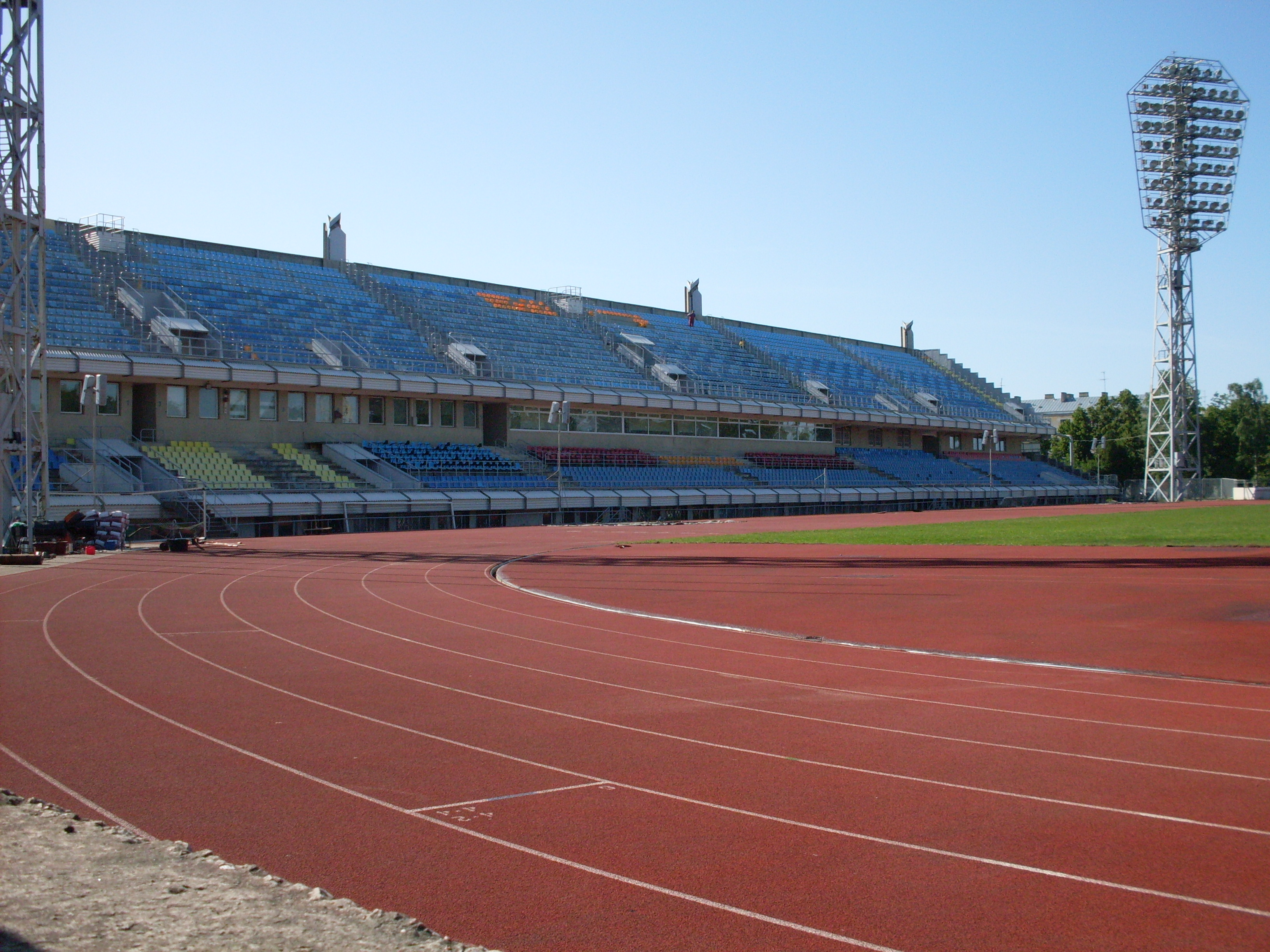
Stadion Daugava v Rize, kde FK Daugava hrával

Futbola Klubs Daugava Rīga byl fotbalový klub z lotyšského hlavního města Riga, který existoval v letech 1944-1990. Součástí jeho názvu byly několikrát různé rižské podniky, v letech 1948–1949 VEF, v letech 1959–1962 RVZ a v letech 1963–1969 REZ. Své domácí zápasy hrál na stadionu Daugava v Rize. Klub byl založen roku 1944, od roku 1948 hrál druhou nejvyšší sovětskou ligu, v roce 1949 byl přeřazen do nejvyšší sovětské soutěže. Stal se tak prvním lotyšským klubem, který ji hrál, a také až do zániku SSSR jediným. Strávil v ní celkem sedm sezón, ve dvou obdobích (1949-1952, 1960-1962). Dosáhl následujících umístění: 1949: 17., 1950: 12., 1951: 11., 1952: 12., 1960: 12., 1961: 21., 1962: 21. Zanikl v roce 1990 kvůli finančním potížím. Následně vzniklo několik dosti neúspěšných pokusů o následnictví. Za následníka Daugavy se prohlašoval klub FK Pārdaugava, ovšem zanikl roku 1995. Název Daugava převzal v roce 1996 klub Torpedo Riga, ale zanikl roku 2002. Roku 2007 název Daugava převzal klub Ditton Daugavpils, ten ale nikdy nehrál v Rize a zůstal v Daugavpilsu. Roku 2005 vznikl klub FC Daugava-90 Riga, který se v roce 2008 přejmenoval na FC Daugava Riga, ovšem v roce 2011 se přejmenoval na FK Rīgas Futbola Skola (stále existuje a je poměrně úspěšný, nehraje ale na stadionu Daugava). V roce 2003 vznikl v Jurmale klub FC Jurmala, který se v roce 2012 přestěhoval do Rigy, a přejmenoval se na FK Daugava Riga. Ovšem zanikl roku 2015. Obvykle se tudíž historie klubu Daugava vymezuje jen léty 1944-1990.